# August Wilhelm von Mosch

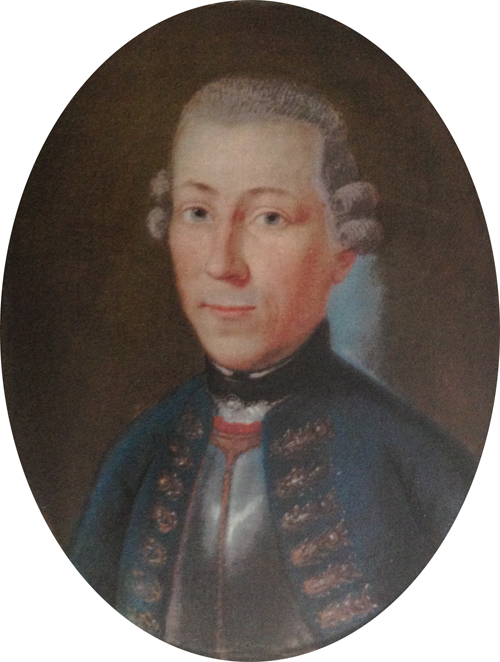
August Wilhelm von Mosch, Gemälde von Bardou, ca. 1771

August Wilhelm von Mosch (* 21. Dezember 1735 in Altdorf bei Sagan; † 29. Oktober 1815 in Berlin) war ein preußischer Generalmajor.

## Leben

### Herkunft
August Wilhelm von Mosch war eins von 16 Kindern des Hans Christoph von Mosch und dessen Ehefrau Charlotte Franziska, geborene von Unruh. Seine Brüder waren unter anderen Generalleutnant Carl Rudolph von Mosch (1718–1798) und Generalleutnant Christoph Friedrich von Mosch (1733–1821).

### Militärkarriere
1750 im Alter von 15 Jahren begann Mosch seine militärische Laufbahn als Page beim Markgrafen Karl Friedrich Albrecht von Brandenburg-Schwedt. Kurz vor Beginn des Siebenjährigen Krieges trat er am 6. November 1755 als Fähnrich in das Infanterieregiment „Markgraf“ ein und avancierte am 17. März 1757 zum Sekondeleutnant. Während des Krieges nahm er am Einschluss der Sachsen bei Pirna teil, sowie an den Schlachten von Prag, Breslau, Roßbach, Leuthen, Hochkirch, Kunersdorf und Torgau als auch bei dem Gefechten von Stehlen und Meißen und den Belagerungen von Prag, Breslaus und Dresden.
Am 11. Oktober 1760 wurde er Premierleutnant, am 30. März 1769 Stabskapitän sowie am 22. Oktober 1776 Kapitän und Kompaniechef. Nach seiner Beförderung am 6. November 1786 zum Major wurde er am 4. Dezember 1892 Bataillonskommandeur und am 6. Februar 1793 Oberstleutnant. Am 2. Januar 1795 wurde er als Nachfolger seines Bruders Christoph Friedrich Kommandeur des Infanterieregiments „von Götze“ und am 31. Januar 1795 Oberst. Am 13. Januar 1798 wurde er in den Ruhestand versetzt und erhielt am 17. Februar 1798 den Charakter als Generalmajor.
In Friedenszeiten arbeitet Mosch an einem Werk über die Taktik der Infanterie, welches er 1767 fertigstellte. Das Buch mit dem Titel Versuch eines militärischen Taschenbuchs von der Tactic oder Stellungskunst nach einer mathematischen Lehrart, abgefaßt von einem preußischen Officiere umfasst 103 Seiten, 30 Tafeln sowie viele getuschte Federzeichnungen und war „teils zur eigenen Belehrung, teils zum Unterricht seiner jüngeren Kameraden aufgesetzt“. Es erschien 1784 bei der Waltherischen Hofbuchhandlung in Dresden ohne seine Zustimmung als Raubdruck unter dem Titel Tactik der Infanterie, die Feldverhaltungen der Convoys, etc. und ein Unterricht von der Wahl der Positionen und Dispositionen und wurde 1887 als Tactique de l'infanterie et instruction sur le choix d'une position et sur les dispositions des manoeuvres ins Französische übersetzt. 1787 schrieb Mosch dazu, eine der vielen Abschriften seines Werkes „muss einem Manne in die Hände geraten sein, in dessen Moral das Kapitel: vom gelehrten Raub, ausgelassen war.“ Er „verzeihe zwar dem Herausgeber diesen Plagiat; aber das kann er ihm nicht verzeihen: daß er sein Werk verstümmelt, und voll der gröbsten Druckfehler hat ans Licht treten lassen.“

### Familie
Mosch heiratete 1785 Ernestine Antoinette Christiane von Löschebrand (* 20. Dezember 1751; † 1. Dezember 1803), Tochter des Erdmann Gottlob Martin von Löschebrand und der Charlotte von Steinkeller. Die Ehe blieb kinderlos.